# High School Musical 3: Senior Year (jogo eletrônico)
High School Musical 3: Senior Year DS é um jogo de video game que permite ao jogador viver no papel de Troy, Gabriella, Ryan, Sharpay, Chad e Taayloylor sobre a história do filme High School Musical 3: Senior Year.

## Jogabilidade
Os jogadores assumem o papel de um dos personagens para seguirem o ritmo das músicas do filme. o jogo dispõe de quizzes trivias para que o jogador descubra de acordo com a sua personalidade qual Wildcat mais se paresse com ele. High School Musical 3: Senior Year utiliza a Stylus e o D-Pad para capturar fotos especiais e criar um anuário personalziado do East High Senior.